# Patinação de velocidade em pista curta nos Jogos Olímpicos de Inverno de 2022
As competições da patinação de velocidade em pista curta nos Jogos Olímpicos de Inverno de 2022 foram realizadas no Estádio Indoor da Capital, em Pequim, entre 5 e 16 de fevereiro. Nove eventos estiveram em disputa, um a mais que na edição anterior, após o Comitê Olímpico Internacional incluir a prova do revezamento de 2000 metros misto em julho de 2018.

## Programação
A seguir está a programação da competição para os nove eventos da modalidade.
Horário local (UTC+8).
| Data            | Horário | Evento                                     |
| --------------- | ------- | ------------------------------------------ |
| 5 de fevereiro  | 19:00   | 500 m feminino – eliminatórias             |
| 5 de fevereiro  | 19:40   | 1000 m masculino – eliminatórias           |
| 5 de fevereiro  | 20:30   | Revezamento 2000 m misto – finais          |
| 7 de fevereiro  | 19:30   | 500 m feminino – quartas, semis e finais   |
| 7 de fevereiro  | 19:45   | 1000 m masculino – quartas, semis e finais |
| 9 de fevereiro  | 19:00   | 1500 m masculino – quartas, semis e finais |
| 9 de fevereiro  | 19:45   | 1000 m feminino – eliminatórias            |
| 9 de fevereiro  | 20:45   | Revezamento 3000 m feminino – semis        |
| 11 de fevereiro | 19:00   | 1000 m feminino – quartas, semis e finais  |
| 11 de fevereiro | 19:20   | 500 m masculino – eliminatórias            |
| 11 de fevereiro | 20:05   | Revezamento 5000 m masculino – semis       |
| 13 de fevereiro | 19:00   | 500 m masculino – quartas, semis e finais  |
| 13 de fevereiro | 19:35   | Revezamento 3000 m feminino – finais       |
| 16 de fevereiro | 19:30   | 1500 m feminino – quartas, semis e finais  |
| 16 de fevereiro | 20:30   | Revezamento 5000 m masculino – finais      |

## Qualificação
Uma total de 112 patinadores conquistaram vagas para os Jogos (56 homens e 56 mulheres). Cada Comitê Olímpico Nacional recebeu cotas de acordo com os resultados na Copa do Mundo de 2020–21. Cada CON pode inscrever no máximo três atletas por gênero, e dois adicionais caso qualificasse a equipe de revezamento. Houve um máximo de 32 qualificados para os eventos de 500 m e 1000 m; 36 para as provas de 1500 m; oito para os revezamentos masculino e feminino e 12 para o revezamento misto. Ao final da qualificação, a União Internacional de Patinação confirmou que 58 homens e 54 mulheres conquistaram vagas, o que significou que duas cotas foram transferidas das mulheres para os homens.

## Medalhistas
Masculino
| Evento                      | Ouro                                                                                      | Prata                                                                                      | Bronze                                                                   |
| --------------------------- | ----------------------------------------------------------------------------------------- | ------------------------------------------------------------------------------------------ | ------------------------------------------------------------------------ |
| 500 m detalhes              | Shaoang Liu HUN Hungria                                                                   | Konstantin Ivliev ROC                                                                      | Steven Dubois CAN Canadá                                                 |
| 1000 m detalhes             | Ren Ziwei CHN China                                                                       | Li Wenlong CHN China                                                                       | Shaoang Liu HUN Hungria                                                  |
| 1500 m detalhes             | Hwang Dae-heon KOR Coreia do Sul                                                          | Steven Dubois CAN Canadá                                                                   | Semion Elistratov ROC                                                    |
| Revezamento 5000 m detalhes | Charles Hamelin Steven Dubois Jordan Pierre-Gilles Pascal Dion Maxime Laoun[*] CAN Canadá | Lee June-seo Hwang Dae-heon Kwak Yoon-gy Park Jang-hyuk Kim Dong-wook[*] KOR Coreia do Sul | Pietro Sighel Yuri Confortola Tommaso Dotti Andrea Cassinelli ITA Itália |

Feminino
| Evento                      | Ouro                                                                                | Prata                                                              | Bronze                                                                 |
| --------------------------- | ----------------------------------------------------------------------------------- | ------------------------------------------------------------------ | ---------------------------------------------------------------------- |
| 500 m detalhes              | Arianna Fontana ITA Itália                                                          | Suzanne Schulting NED Países Baixos                                | Kim Boutin CAN Canadá                                                  |
| 1000 m detalhes             | Suzanne Schulting NED Países Baixos                                                 | Choi Min-jeong KOR Coreia do Sul                                   | Hanne Desmet BEL Bélgica                                               |
| 1500 m detalhes             | Choi Min-jeong KOR Coreia do Sul                                                    | Arianna Fontana ITA Itália                                         | Suzanne Schulting NED Países Baixos                                    |
| Revezamento 3000 m detalhes | Suzanne Schulting Selma Poutsma Xandra Velzeboer Yara van Kerkhof NED Países Baixos | Seo Whi-min Choi Min-jeong Kim A-lang Lee Yu-bin KOR Coreia do Sul | Qu Chunyu Zhang Chutong Fan Kexin Zhang Yuting Han Yutong[*] CHN China |

Misto
| Evento                      | Ouro                                                              | Prata | Bronze                                                                                        |
| --------------------------- | ----------------------------------------------------------------- | --- | --------------------------------------------------------------------------------------------- |
| Revezamento 2000 m detalhes | Qu Chunyu Fan Kexin Wu Dajing Ren Ziwei Zhang Yuting[*] CHN China | Arianna Fontana Martina Valcepina Pietro Sighel Andrea Cassinelli Arianna Valcepina[*] Yuri Confortola[*] ITA Itália | Petra Jászapáti Zsófia Kónya Shaoang Liu Shaolin Sándor Liu John-Henry Krueger[*] HUN Hungria |

* ^ Participou apenas das eliminatórias, mas recebeu medalha.

## Quadro de medalhas
| Ordem | País              | Medalha de ouro | Medalha de prata | Medalha de bronze |    | Ordem por total |
| ----- | ----------------- | --------------- | ---------------- | ----------------- | -- | --------------- |
| 1     | KOR Coreia do Sul | 2               | 3                |                   | 5  | 1               |
| 2     | CHN China         | 2               | 1                | 1                 | 4  | 2               |
|       | NED Países Baixos | 2               | 1                | 1                 | 4  | 2               |
| 4     | ITA Itália        | 1               | 2                | 1                 | 4  | 2               |
| 5     | CAN Canadá        | 1               | 1                | 2                 | 4  | 2               |
| 6     | HUN Hungria       | 1               |                  | 2                 | 3  | 6               |
| 7     | ROC               |                 | 1                | 1                 | 2  | 7               |
| 8     | BEL Bélgica       |                 |                  | 1                 | 1  | 8               |
| TOTAL | TOTAL             | 9               | 9                | 9                 | 27 | —               |